# Payne Springs
Payne Springs è un centro abitato degli Stati Uniti d'America situato nella contea di Henderson dello Stato del Texas.
La popolazione era di 767 persone al censimento del 2010.

## Geografia fisica
Payne Springs è situata a 32°16′52″N 96°05′43″W (32.281104, -96.095285).
Secondo lo United States Census Bureau, ha un'area totale di 1,9 miglia quadrate (4,9 km²).

## Società

### Evoluzione demografica
Secondo il censimento del 2000, c'erano 683 persone, 272 nuclei familiari e 196 famiglie residenti nella città. La densità di popolazione era di 361,6 persone per miglio quadrato (139,5/km²). C'erano 369 unità abitative a una densità media di 195,4 per miglio quadrato (75,4/km²). La composizione etnica della città era formata dal 94,44% di bianchi, l'1,02% di afroamericani, l'1,32% di nativi americani, lo 0,59% di asiatici, lo 0,15% di altre razze, e il 2,49% di due o più etnie. Ispanici o latinos di qualunque razza erano l'1,46% della popolazione.
C'erano 272 nuclei familiari di cui il 26,8% aveva figli di età inferiore ai 18 anni, il 59,6% aveva coppie sposate conviventi, l'8,5% aveva un capofamiglia femmina senza marito, e il 27,6% erano non-famiglie. Il 22,4% di tutti i nuclei familiari erano individuali e l'11,4% aveva componenti con un'età di 65 anni o più che vivevano da soli. Il numero di componenti medio di un nucleo familiare era di 2,51 e quello di una famiglia era di 2,89.
La popolazione era composta dal 22,8% di persone sotto i 18 anni, il 7,6% di persone dai 18 ai 24 anni, il 24,2% di persone dai 25 ai 44 anni, il 25,0% di persone dai 45 ai 64 anni, e il 20,4% di persone di 65 anni o più. L'età media era di 42 anni. Per ogni 100 femmine c'erano 98,0 maschi. Per ogni 100 femmine dai 18 anni in giù, c'erano 93,0 maschi.
Il reddito medio di un nucleo familiare era di 33.269 dollari e quello di una famiglia era di 34.688 dollari. I maschi avevano un reddito medio di 40.455 dollari contro i 21.146 dollari delle femmine. Il reddito pro capite era di 15.451 dollari. Circa il 12,8% delle famiglie e il 15,1% della popolazione erano sotto la soglia di povertà, incluso il 17,0% di persone sotto i 18 anni e il 13,4% di persone di 65 anni o più.